# Септимий Север
Лу́ций Септи́мий Севе́р (лат. Lucius Septimius Severus; 11 апреля 146, Лептис-Магна, Африка — 4 февраля 211, Эборак, Британия) — римский император, правивший в 193—211 годах.
Септимий Север родился в африканском городе Лептис-Магна во всаднической семье. Во время правления Марка Аврелия и Коммода он сделал карьеру в имперской администрации: управлял разными провинциями, в 189 году занимал должность консула-суффекта. Зимой 192/193 годов, когда империю охватил кризис, Луций был наместником Верхней Паннонии и командовал сильной армией. Солдаты провозгласили его императором после гибели Пертинакса (апрель 193 года). Объявив своей целью месть за погибшего, Север двинулся на Рим и одержал почти бескровную победу над новым императором Дидием Юлианом, который был убит. Затем Луций разгромил двух других претендентов на власть — Песценния Нигера, контролировавшего восточные провинции (193—195 годы), и Клодия Альбина, наместника Британии (196—197 годы).
Сразу после разгрома Нигера Север сделал римской провинцией Осроену. В 197 году он разбил парфян, разграбив их столицу Ктесифон и отодвинув восточную границу империи к Тигру, позже укрепил лимес в Петрейской Аравии, в 202—203 годах провёл успешную кампанию против гарамантов на южной границе империи (в Африке и Мавретании). В 208 году Север отправился в Британию, где укрепил вал Адриана и восстановил более северный вал Антонина, в 209 году вторгся в Каледонию, но в конце 210 года был вынужден прервать поход в связи с болезнью. Септимий Север скончался в начале 211 года в Эбораке (современный Йорк, Англия). Ему наследовали сыновья Каракалла и Гета, которых он сделал своими номинальными соправителями в 198 и 209 годах соответственно. Этих императоров и потомков свояченицы Луция Септимия, Юлии Месы, принято считать династией Северов.
Исследователи отмечают, что Север смог укрепить императорскую власть после гражданской войны. Он повысил боеспособность армии и укрепил границы империи, отодвинув их на некоторых участках; при этом разрешение легионерам заводить семьи и получать землю во время службы имело в долгосрочной перспективе серьёзные негативные последствия. При Севере продолжалось сближение в правах провинциалов и италиков. Сенат при этом императоре окончательно превратился в декоративный орган, зато выросла роль в управлении бюрократического аппарата.

## Жизнь до прихода к власти

### Происхождение и ранние годы
Луций Септимий Север родился в третий день перед апрельскими идами (11 апреля) в консульство Секста Эруция Клара и Гнея Клавдия Севера Арабиана, то есть в 146 году. Впрочем, Иоанн Зонара сообщает, что Север, умерший 4 февраля 211 года, прожил 65 лет, 9 месяцев и 29 дней, а значит, родился в 145 году. Некоторые исследователи считают более вероятной эту датировку. Будущий император появился на свет в городе Лептис-Магна в провинции Африка (в современной Ливии), в семье Публия Септимия Геты и Фульвии Пии. По линии матери у него были итало-римские корни, по линии отца он либо происходил от пунов, подвергшихся романизации, либо принадлежал к римскому роду, который за время жизни в Африке несколько отдалился от родной культуры. Начиная с прадеда Луция Септимии принадлежали к всадническому сословию. Всадником был и Публий Гета, не обладавший большим политическим влиянием (Аврелий Виктор называет его семью «скромной»), но два его двоюродных брата, Публий Септимий Апр и Гай Септимий Север, занимали консульскую должность в правление Антонина Пия (в 153 и 160 годах соответственно). У Луция были старший брат, Публий Септимий Гета, и младшая сестра, Септимия Октавилла. Родственником Севера по матери источники называют префекта претория и консула 203 года Гая Фульвия Плавтиана.
Будущий император получил своё имя в честь деда по отцовской линии. Он вырос в Лептис-Магне и там получил первое образование. Известно, что Луций свободно владел местным пуническим языком, но также изучил греческую и римскую литературы, в которых, по словам Элия Спартиана, «был особенно сведущ»; при этом по-гречески и на латыни он всю жизнь говорил с небольшим акцентом. Источники сообщают мало подробностей. Предположительно Север обучался в том числе ораторскому искусству: по словам Псевдо-Аврелия Виктора, он «лучше всего усвоил пунийское красноречие». В 17 или 18 лет Луций впервые выступил с публичной речью.

### Карьера

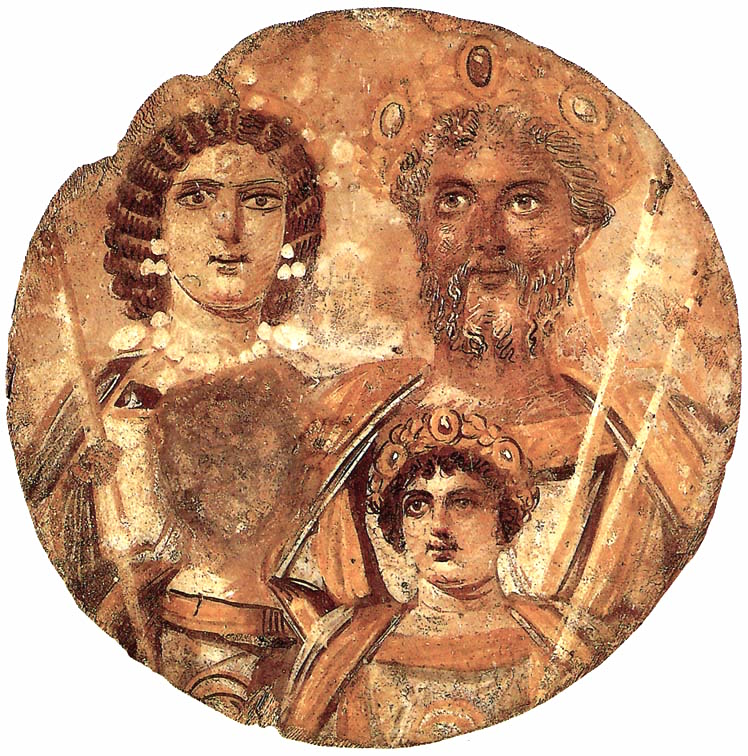
Семейное тондо Северов с изображениями Луция Септимия, Юлии Домны, Каракаллы и Геты (лицо которого стёрто). Ок. 199 г., Берлинское античное собрание

В 164 или 165 году Север отправился в Рим для дальнейшего обучения. По рекомендации его родственника Гая Септимия Севера император Марк Аврелий предоставил Луцию право носить тогу с широкой каймой, что означало причисление к сенаторскому сословию. В целом в источниках мало информации о начале карьеры будущего императора, и даже имеющиеся данные расплывчаты или ненадёжны. Так, Аврелий Виктор пишет, что Север «обратился к практике форума, но, мало этим удовлетворённый, стал браться за разные дела и искать для себя наилучшего». По данным двух источников, Луций был адвокатом фиска, то есть защищал в суде интересы личной казны императора; в историографии существует мнение, что это чей-то вымысел. Возможно, некоторое время Север занимал пост вигинтивира, отвечая за содержание дорог в столице или её окрестностях. Должность военного трибуна он пропустил, а квесторство был вынужден отложить до достижения 25 лет, необходимого минимального возраста.
По словам Элия Спартиана (как правило, ненадёжного источника), молодость Луция «была полна безумств, а подчас и преступлений». Возможно, к тому периоду, когда Север только начинал карьеру, относится сообщение того же автора о суде над Луцием по обвинению в прелюбодеянии и об оправдательном приговоре, который вынес проконсул Дидий Юлиан — ещё один будущий император (по другой версии, это произошло существенно позже, в 190 году). Должность квестора Север занимал, по разным версиям, в 169 либо в 170 году. О его деятельности в период между 170 и 180 годами сохранилось немного сведений, несмотря на то, что он занимал внушительное количество постов в быстрой последовательности. Антонинова чума унесла жизни многих сенаторов, и вследствие нехватки способных людей карьера Луция продвигалась быстрее обычного. Известно, что на посту квестора будущий император «проявил старательность», по истечении квесторского года получил по жребию Бетику с полномочиями пропретора, но из-за смерти отца был вынужден раньше срока оставить провинцию и поехать в Лептис-Магну, чтобы уладить семейные дела. Прежде чем он покинул Африку, в Бетику вторглись мавры (предположительно в 172 году). Контроль над провинцией был передан императору, а сенат получил временную власть над Сардинией в качестве компенсации. Поэтому Септимий Север провёл остаток своего второго квесторского срока на Сардинии.
В 173 или 175 году родственник Луция Гай Септимий Север, ставший проконсулом Африки, назначил его одним из своих легатов-пропреторов. После пребывания в этой должности Луций вернулся в Рим, где получил пост народного трибуна, будучи кандидатом от императора (176 год). В 178 году он занимал должность претора. Потом Севера направили в Тарраконскую Испанию в качестве либо наместника, либо судьи (legatus iuridicus), либо командира местного легиона, либо второе и третье одновременно. В 179 году Север возглавил в ранге легата IV Скифский легион. Элий Спартиан пишет, что в тот момент легион находился около Массилии, хотя известно, что его база была в Сирии. В связи с этим есть предположения, что либо историк ошибся, либо легион участвовал в боях с маврами в 175—177 годах и в то время ожидал отправки на восток. Наконец, согласно ещё одному мнению, Луций командовал легионом в Сирии.
Со смертью Марка Аврелия и восхождением на трон Коммода в 180 году в карьере Севера наступил продолжительный перерыв: возможно, Луций оказался в оппозиции к всесильному префекту претория Тигидию Переннису и поэтому был вынужден уйти на покой. Он использовал это, чтобы отправиться в Афины «ради науки, святынь, сооружений и древностей». Известно, что афиняне нанесли Северу какую-то обиду, за которую он отомстил, когда стал императором. Есть предположение, что этот конфликт был связан с приверженностью Луция восточным религиям, которая вызвала антипатию у сторонников классической эллинской культуры. Север побывал и восточнее: в частности, Дион Кассий пишет о его пребывании в Апамее и о предсказании великой судьбы, полученном в святилище Бела. Во время этой поездки Луций познакомился с Юлией Домной, дочерью верховного жреца финикийского бога солнца Элагабала. Этой девушке было предсказано, что она выйдет замуж за «царя», и поэтому Север на ней женился.
Вскоре Луций смог продолжить карьеру. Возможно, это произошло благодаря убийству Перенниса (185 год) и возвышению Марка Аврелия Клеандра. В 187—188 годах Север управлял Лугдунской Галлией, причём в Лугдуне у него родился старший сын, известный впоследствии под прозвищем Каракалла. Как пишет Элий Спартиан, Луций «за свою строгость, внимательность и бескорыстие стал любимым галлами больше, чем кто бы то ни было другой». В начале 189 года Север отправился из Галлии в Рим, где 1 июля был назначен проконсулом Сицилии; позже его обвинили в попытках узнать у сицилийских прорицателей, станет ли он императором, но префекты претория вынесли оправдательный приговор, а доносчика приказали распять. Ещё до конца 189 года Луций успел стать консулом-суффектом вместе с Апулеем Руфином.
Летом 191 года по совету префекта претория Квинта Эмилия Лета Коммод назначил Севера наместником Верхней Паннонии — пограничной провинции на среднем Дунае, в которой были расквартированы для обороны от варварских племён три легиона. Таким образом, под командованием Луция оказалась одна из самых сильных провинциальных армий: по столько же легионов было только у наместников Британии и Сирии, но Паннония была намного ближе к Риму, чем эти две провинции. Из некоторых источников следует, что Север управлял и Нижней Паннонией с ещё одним легионом, но исследователи уверены, что эти данные не соответствуют действительности. В это же время или чуть позже брат Севера Гета был назначен наместником ещё одной придунайской провинции — Нижняя Мёзия, где находились два легиона.

## Захват власти

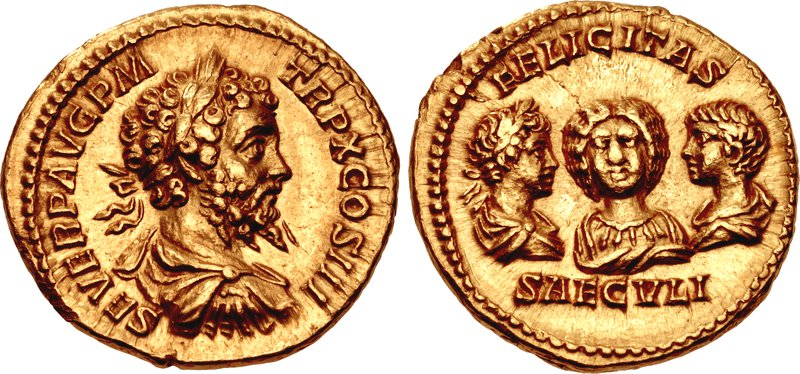
Династический ауреус Септимия Севера 202 года с изображениями на реверсе Каракаллы (слева), Юлии Домны (в центре) и Геты (справа)

### Провозглашение императором
В 190-е годы Римскую империю охватил полномасштабный политический кризис. Император Коммод репрессиями и экстравагантным поведением настроил против себя высшие слои общества, и поэтому 31 декабря 192 года он был убит заговорщиками. Императором стал пожилой заслуженный военачальник Публий Гельвий Пертинакс, правивший в согласии с сенатом и нашедший поддержку в провинциях: в том числе и Север присягнул новому цезарю. Однако после 88 дней правления Пертинакс погиб от рук преторианцев (28 марта 193 года). Его преемником стал Дидий Юлиан, пообещавший гвардейцам огромные выплаты, а по одной из версий просто купивший императорскую власть на своеобразном аукционе, который проходил прямо в преторианском лагере. Этот император не имел поддержки в армии, явно зависел от гвардейцев, к нему с презрением и ненавистью относились как аристократия, так и столичный плебс. Поэтому, как только вести об очередной смене власти достигли пограничных провинций с сильными армиями, начались мятежи.
Хронологию этих событий античные авторы излагают по-разному. Согласно Диону Кассию и Юлию Капитолину, трое наместников — Север в Верхней Паннонии, Децим Клодий Альбин в Британии и Гай Песценний Нигер в Сирии — восстали против Дидия Юлиана и были провозглашены императорами одновременно. По словам Элия Спартиана, Нигер начал восстание, только когда узнал, что Дидий Юлиан убит, то есть летом 193 года; наконец, Геродиан пишет, что Север решил поднять мятеж, когда получил весть о двойной узурпации — Юлиана в Риме и Нигера в Сирии. Оценивая эти сообщения, антиковеды исходят из того, что 1 июня 193 года Луций Септимий находился с армией в городе Интерамна в Италии, который отделяли от города Карнунт (административного центра Верхней Паннонии) 683 римских мили. Чтобы пройти этот путь, нужно было не меньше месяца, а на подготовку к походу требовались ещё примерно две недели; таким образом, Север должен был начать готовиться к войне не позже середины апреля. Об убийстве Пертинакса он мог узнать уже к вечеру 1 апреля, спустя всего четыре дня, или несколько позже — в первой половине месяца. Элий Спартиан утверждает, будто Луция провозгласили императором в августовские иды, но это явная ошибка, и некоторые антиковеды полагают, что имелись в виду апрельские иды, выпадающие на 13-е число. Из всех этих данных следует, что Север начал деятельную подготовку к захвату власти сразу, как только узнал об убийстве Пертинакса: возможные вести из Сирии не могли повлиять на его решение. Сообщения источников о том, что Клодий Альбин провозгласил себя императором в 193 году, по-видимому, не соответствуют действительности.
Луций развернул активную пропаганду в своих легионах. Разговаривая сначала с офицерами, он отмечал, что Римская держава «совсем повержена и нет никого, кто бы ею управлял благородным образом и по достоинству», «осуждал находившихся в Риме воинов за их неверность и за то, что они запятнали свою присягу императорской и родственной кровью, говорил о необходимости отомстить и покарать за убийство Пертинакса». Именно эту месть, а не желание захватить власть, Север называл главной причиной предстоявшей войны. В связи с этим Геродиан отмечает, что Луций умел притворяться, внушать доверие, лгать ради выгоды и не останавливался перед нарушением клятв, когда это было нужно. Офицеры и солдаты согласились поддержать своего командира. В Карнунте три легиона Верхней Паннонии (I Вспомогательный, X и XIV Парный) провозгласили Севера императором, причём Элий Спартиан сообщает, что тот долго притворно отказывался от предложенной ему власти.
Луция поддержали наместники нескольких других провинций. Это были его брат Публий Гета (Нижняя Мёзия), Гай Валерий Пудент (Нижняя Паннония), правитель Дакии (предположительно, Пол Терентиан). В общей сложности на стороне мятежника были 16 легионов из всех дунайских и рейнских провинций, включая Рецию, Норик, Верхнюю и Нижнюю Германии; возможно, ту же сторону заняли испанский и африканский легионы. С Децимом Клодием Альбином, под началом которого были три легиона и многочисленные вспомогательные войска, Север заключил союз, усыновив его и сделав своим младшим соправителем с титулом цезаря. Благодаря этому Альбин (на тот момент наиболее опасный конкурент Луция) остался в Британии и долго не вмешивался в гражданскую войну.

### Война с Дидием Юлианом

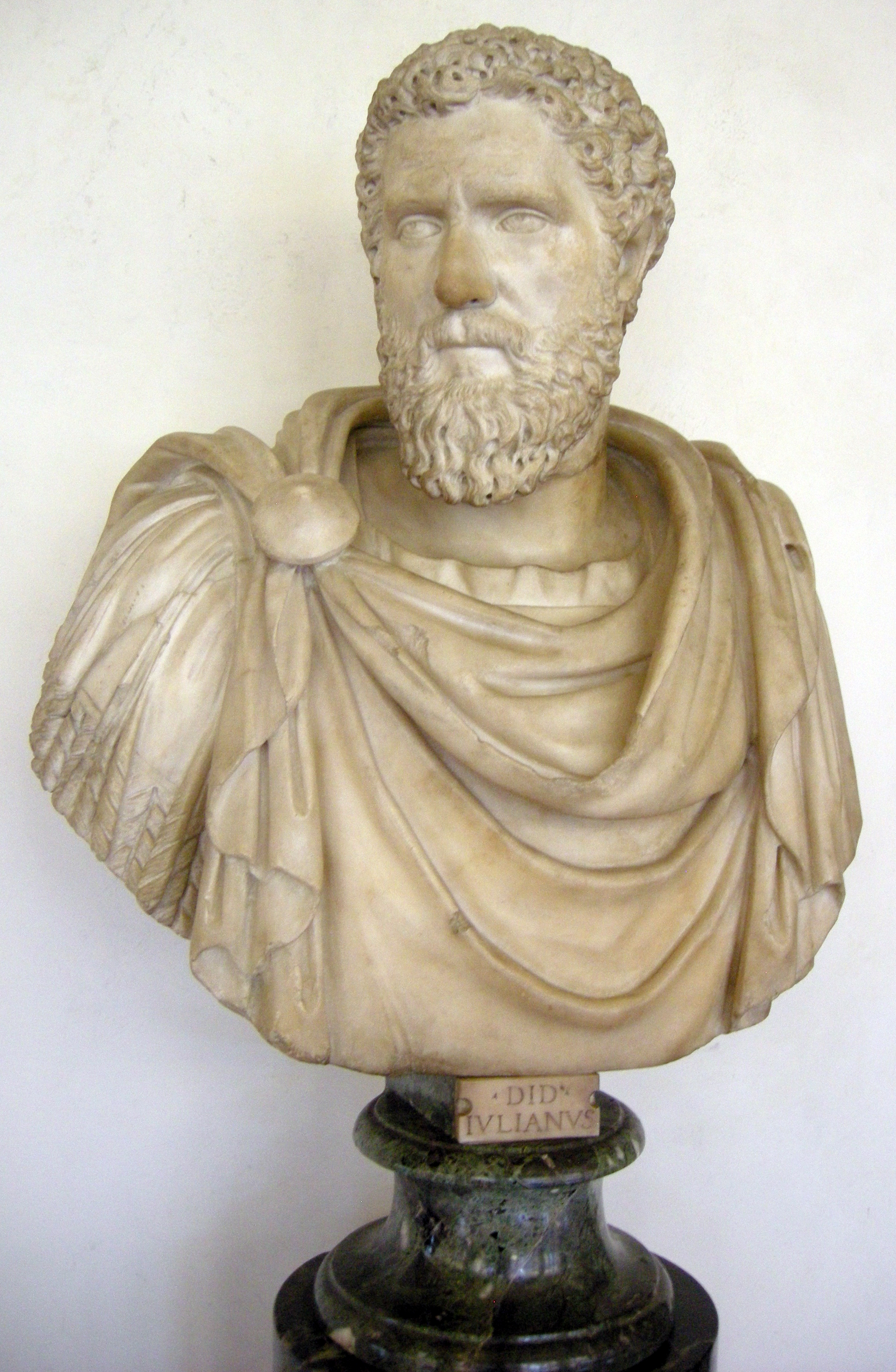
Дидий Юлиан

Около 1 мая 193 года Север двинул свою армию на Рим. Скорее всего, он пообещал расплатиться с войсками по прибытии в столицу, так как у наместников провинций обычно не было крупных денежных средств, и выдал им только по тысяче сестерциев в качестве аванса. Целью войны Луций объявил не захват власти для себя, а месть за Пертинакса, популярного в армии, и привязанность к этому императору он подчеркнул, добавив его имя к своему.
От Карнунта путь Севера лежал на Эмону, а затем через Альпы на Аквилею, Равенну и далее по Фламиниевой дороге на Рим. Мятежник явно не взял с собой все 16 легионов, но тем не менее у него было подавляющее численное превосходство над армией Дидия Юлиана. Последний надеялся сначала подавить мятеж без большого кровопролития: он объявил Севера «врагом» и предложил его солдатам амнистию в случае, если они до определённого дня отрекутся от своего командира. В Паннонию он направил нового наместника, Валерия Катулина, и центуриона Аквилия, «известного как убийца сенаторов», то есть состоявшего в тайной полиции. По-видимому, Аквилий должен был убить Севера. Однако эта миссия полностью провалилась.
Дидий Юлиан не позаботился о том, чтобы организовать оборону альпийских перевалов. Армия Севера, не встретив сопротивления, перешла через горы и заняла Равенну. Расквартированный в гавани этого города флот перешёл на сторону Луция, то же сделали войска, находившиеся в Северной и Центральной Италии: Элий Спартиан пишет только об умбрийских гарнизонах, Дион Кассий — о всех подразделениях, которые Юлиан выслал навстречу Северу. Префект претория Туллий Криспин, двинувшийся на Равенну, был разбит и отступил к столице. Дидий, по-видимому, хотел дать бой под стенами Рима: он вывел преторианцев и моряков Мизенского флота в поле для строительства укреплений вокруг столицы, а слонов, использовавшихся для торжественных процессий, решил задействовать в бою против конницы мятежников. Однако все его планы саботировались, преторианцы не собирались воевать, а горожане открыто смеялись над императором. Число сторонников Севера в Риме росло. Юлиан предложил Луцию статус соправителя, но тот проигнорировал это и даже казнил посланника — Туллия Криспина.
В последние дни мая 193 года эдикты Севера, стоявшего недалеко от столицы, уже открыто публиковались в Риме. На сторону мятежника перешли преторианцы и сенат; последний приговорил Дидия Юлиана, укрывшегося в своём дворце, к смерти и провозгласил императором Луция Септимия. 1 июня Дидий был убит (по одной из версий, преторианцами по приказу Севера). Луций, находившийся тогда в Интерамне, принял посольство из ста сенаторов, которые приветствовали его как нового императора. Вскоре (9 июня) он вступил в Рим во главе армии. Луций обожествил Пертинакса и устроил ему государственные похороны, а также распустил преторианскую гвардию, заполнив её ряды верными войсками из собственных легионов. Были назначены новые консулы и новый префект Рима, император приговорил к смерти и конфискации имущества сторонников Дидия Юлиана в сенате, рассмотрел множество других судебных дел, усмирил волнения в армии, раздав солдатам деньги. Вскоре он отбыл на восток, на войну с Нигером.

### Война с Песценнием Нигером

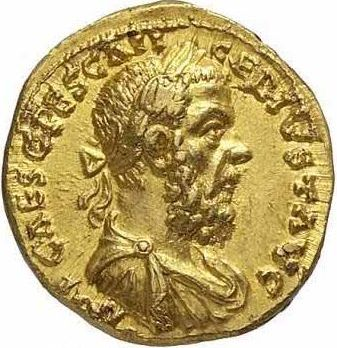
Песценний Нигер

Песценний Нигер контролировал всю восточную часть империи — Сирию, Малую Азию и Египет. Под его началом были шесть легионов (три сирийских, один египетский, два каппадокийских), к тому же он мог использовать войска зависимых от Рима царей. Поскольку наместники обеих Мёзий заняли сторону Севера, Нигер не смог установить контроль над Фракией и Македонией, и в Европе его признал только хорошо укреплённый город Византий, ставший штаб-квартирой императора. Подчинявшийся Нигеру наместник Азии Азеллий Эмилиан попытался занять город Перинф, но потерпел неудачу. Чтобы предотвратить распространение власти Нигера на Африку, Север двинул в эту провинцию нумидийский легион.
9 июля 193 года Луций Септимий двинулся на Восток во главе армии — через Северную Италию, Паннонию, Фракию. Ещё до этого Гай Песценний и Азеллий Эмилиан были объявлены «врагами»; тем не менее формально целью похода было всего лишь «укрепление положения на Востоке» или «приведение в порядок дел на Востоке», а имя Нигера в официальной пропаганде не звучало. Этот претендент, тоже апеллировавший к памяти о Пертинаксе, привлёк на свою сторону широкие круги населения на Востоке, а также, по-видимому, был достаточно популярен у столичного плебса и сенаторов, тогда как Севера в Риме скорее боялись. Поэтому с политической точки зрения преимущество в начале войны было на стороне Нигера.
Основные действия на первом этапе войны развернулись в районе Проливов. Противоборствующие армии были, по-видимому, примерно равны по численности, но паннонские легионы превосходили восточные по дисциплинированности и боевому опыту, что и предопределило исход конфликта. По данным Элия Спартиана, Нигер предложил Северу стать соправителем, а тот пообещал ему жизнь в случае отказа от притязаний на власть. Договориться не удалось, так что война продолжилась; при этом Север, находясь неподалёку от театра боевых действий, поручил командование своим подчинённым — Марию Максиму и Клавдию Кандиду. Первый осадил Византий, второй переправился через Мраморное море и разгромил Азеллия Эмилиана. Этот полководец погиб, а его армия отступила частично в Вифинию, частично — в Галатию. Благодаря этой победе под контроль Севера перешла вся провинция Азия. Его признала императором и Никомедия в Вифинии; Нигер был вынужден дать бой под Никеей и потерпел поражение (в конце декабря 193 или начале января 194 года). После этого он бежал в Сирию.
Теперь ситуация полностью изменилась. Войска Нигера заняли оборону в Таврских горах, новый командующий северианцев, Публий Корнелий Ануллин, продвигался через Галатию и Каппадокию, а Клавдий Кандид с частью армии замирял Азию и Вифинию. В городах, оказывавших поддержку Песценнию, происходили крупномасштабные конфискации, на жителей были наложены штрафы. Позиции Нигера слабели: к 13 февраля 194 года он потерял Египет, позже на сторону Севера перешли Каменистая Аравия, часть палестинских легионов и некоторые сирийские города. Осенью 194 года армия Ануллина прорвалась через Тавр. В ноябре около Исса в Киликии состоялось решающее сражение, в котором северианцы одержали полную победу (Дион Кассий утверждает даже, будто погибло 20 тысяч вражеских солдат, но это явное преувеличение). Гай Песценний отступил в Антиохию. Ануллин его преследовал и вскоре занял город; Нигер намеревался бежать к парфянам, но был пойман на границе и убит примерно в конце апреля 195 года. Его голову отправили Северу. Тот послал её в армию, осаждающую Византий, чтобы заставить этот город сдаться.
Позже (неизвестно, когда именно) Север приехал в Сирию. Жену и сыновей Нигера он приказал казнить, как и всех сенаторов, служивших в армии этого претендента на власть. Поддержавшие Гая Песценния общины тоже были наказаны: так, Антиохию подчинили Лаодикее, а Неаполь Палестинский потерял статус города. Несомненно, и другие города, выступавшие на стороне Нигера, были лишены своих свобод. Провинция Сирия ради ослабления её военного потенциала была разделена на две части: Келесирия с двумя легионами и Финикия с одним. Те солдаты Нигера, которые не бежали к парфянам, были амнистированы. Оставались ещё зависимые от Рима государства северной Месопотамии, Осроена и Адиабена, которые поддерживали Нигера, а на деле стремились к независимости; Север заставил их войска снять осаду с Нисибиса, а потом аннексировал Осроену, оставив её правителю Абгару только часть территории вокруг Эдессы. После этих событий Луций принял титулы Аравийский и Адиабенский. Капитуляция Византия из-за голода стала концом войны на Востоке.
В Месопотамии Север объявил своего сына цезарем и дал ему имя Марк Аврелий Антонин. Кроме того, в целях установления преемственности с династией Антонинов Луций объявил себя приёмным сыном Марка Аврелия и братом Коммода, который был реабилитирован и обожествлён; имя Пертинакс он, по словам Элия Спартиана, «пожелал отменить… как дурное знамение».

### Война с Клодием Альбином

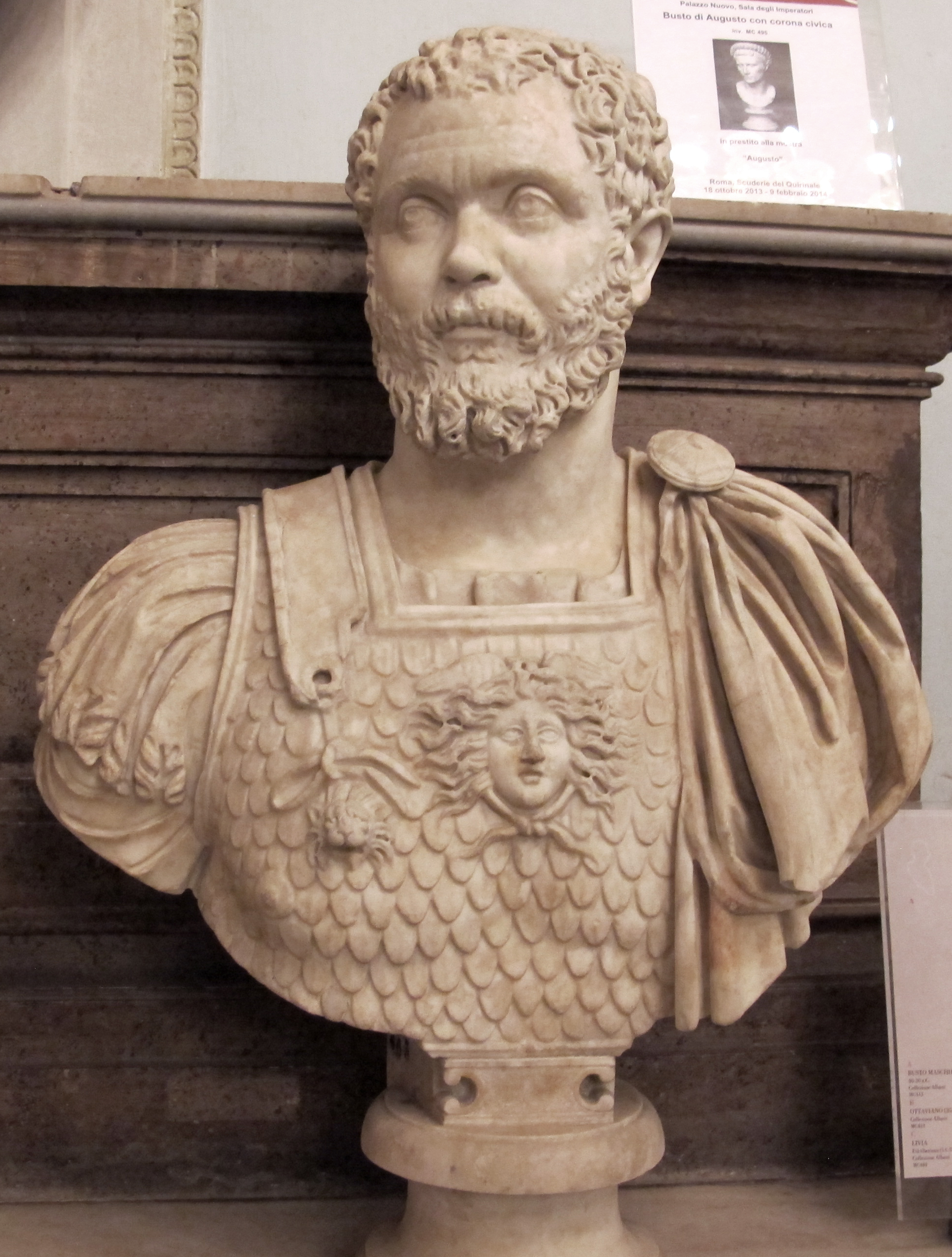
Клодий Альбин

Зиму 195—196 годов Север провёл, по разным данным, в Месопотамии или Паннонии. Предположительно в декабре 195 года он узнал о начале новой гражданской войны: Децим Клодий Альбин, имея определённую поддержку в сенате и видя, что Луций готовит себе наследника в лице старшего сына, решил захватить власть с помощью армии. Геродиан пишет, что ещё до начала открытого сопротивления Север подослал к Альбину наёмных убийц, но те были обезврежены. После этого Децим провозгласил себя императором и переправил в Галлию все свои силы, оголив северную границу; он рассчитывал воспользоваться отсутствием Севера, чтобы занять Рим. 15 декабря 195 года сенат объявил Альбина врагом отечества. Тем не менее тот разбил в сражении легионы Нижней Германии и занял всю Галлию, сделав своей резиденцией Лугдун. Предположительно Децима поддержал наместник Тарраконской Испании Луций Новий Руф, однако его легион остался на стороне Севера. Обе Германии поддерживали Луция Септимия, и Августа Треверорум в Белгике выдержала осаду.
В 196 году Север появился на Западе. Армию он двинул через дунайские провинции в Галлию, а сам на некоторое время заехал в столицу; известно, что сенат предложил императору триумф по случаю войны на Востоке, но тот отказался, заявив, что победа над согражданами не повод для торжеств. Скорее всего, в начале 197 года Север вошёл в Галлию из Верхней Германии. Первое столкновение произошло у Тинурция в шестидесяти милях к северу от Лугдуна: Север победил, но едва не погиб в схватке. Альбин отступил на юг, и 19 февраля у Лугдуна произошло решающее сражение, в котором участвовали, по данным Диона Кассия, примерно по 150 тысяч человек с каждой стороны. Битва шла два дня. На левом фланге армия Севера терпела поражение, но атака его кавалерии решила исход боя. Альбин был разгромлен и либо погиб в битве, либо покончил с собой.
Эта победа Луция означала конец четырёхлетней гражданской войны. Север теперь контролировал всю территорию Римской империи. С врагами он расправился с крайней жестокостью: тело Клодия было брошено на съедение псам, жену и сыновей убитого казнили, трупы сенаторов, сражавшихся в его армии, по приказу императора разрубили и разбросали, оставив таким образом без погребения. Были казнены многочисленные представители местной аристократии в Галлии, Британии и Испании, а их имущество подвергалось конфискации. Благодаря этим мерам Север существенно пополнил казну. Лугдун, поддержавший Альбина, был разрушен и больше уже никогда не становился главным городом Галлии. Британию Север разделил на две провинции (Верхняя Британия с двумя легионами и Нижняя Британия с одним), чтобы уменьшить власть наместников (впрочем, существует мнение, что этот раздел состоялся позже, к 211 году). Тем временем отсутствие легионов в Германии и Британии вызвало нападения варваров на эти провинции, так что, например, наместнику Вирию Лупу пришлось откупаться от нападающих.
Север, вероятно, побывал в Паннонии и Германии, а потом отправился в Рим, куда прибыл в мае 197 года. По его приказу многие сенаторы были арестованы по подозрению в связях с Клодием Альбином, некоторые были казнены.

## Правление

### Военная деятельность

#### Война с Парфией. Посещение Египта

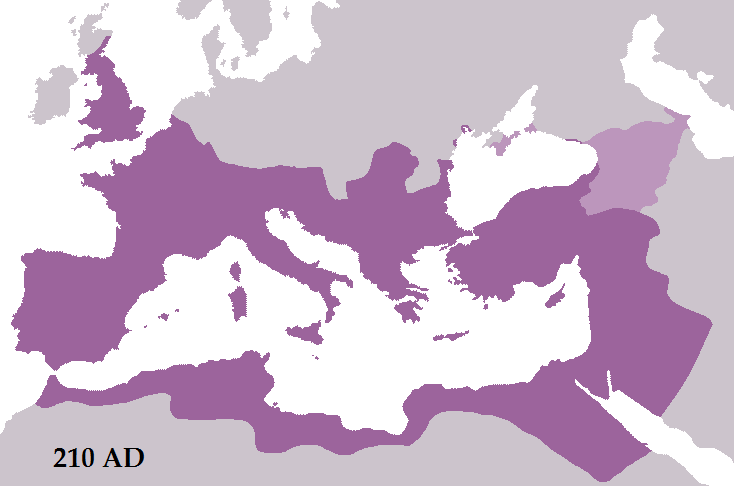
Римская империя в 210 году после завоеваний Севера. Отображены территории Рима (фиолетовый) и зависимых от него государств (светло-фиолетовый)

Объединив империю, Север отправился на Восток, на войну с парфянами (197 год). Царь последних Вологез IV поддерживал Нигера, а войну Севера с Альбином использовал для захвата римских владений в Месопотамии; он подступил к Нисибису, но взять этот город не смог. Возможно, именно известие об осаде Нисибиса заставило Луция Септимия спешно отплыть из Брундизия на Восток, в Киликию. Численность войска, мобилизованного для парфянской кампании, оценить точно довольно сложно, но однозначно можно говорить об участии сирийских легионов и вспомогательных сил из западных провинций. Абгар IX, номинальный царь Осроены, в действительности правивший только Эдессой, предоставил императору своих лучников, а царь Армении Хосров I прислал заложников, деньги и подарки. Узнав о приближении Севера, парфяне отступили от Нисибиса.
Теперь Луций лично возглавил поход на столицу Парфии Ктесифон (в отличие от Луция Вера, который тридцатью годами ранее оставался в Сирии, пока его военачальники руководили боевыми действиями). На Евфрате был построен флот; дождавшись окончания лета, римская армия двинулась, частью на кораблях, частью по суше, вниз по реке, а потом по каналу, соединяющему Евфрат с Тигром. Императора сопровождал брат парфянского царя, и отсюда можно сделать вывод о намерении Севера вмешаться в борьбу за власть в Парфии. Противник без боя оставил Вавилон, а потом и Селевкию, разрушенную войсками Авидия Кассия в 165 году. Ктесифон готовился к обороне, однако и его римляне смогли взять, встретив слабое сопротивление. Парфянский царь сбежал, и Север не стал его преследовать. Была захвачена огромная добыча — множество пленных (в общей сложности порядка ста тысяч), а также царская сокровищница. Север, оставшийся в Ктесифоне на зимовку, принял 28 января 198 года титул Парфянский Величайший. Дата была выбрана не случайно — в тот день исполнилось ровно сто лет со дня прихода к власти Траяна, тоже обладавшего этим титулом. Таким образом, Луций фактически поставил себя на один уровень с «лучшим из императоров».
Кампания 198 года оказалась менее удачной. Север не мог преследовать Вологеза IV на просторах Парфянской державы, но и оставаться в разграбленном Ктесифоне, куда было трудно подвозить продовольствие, тоже не имело смысла. Римляне двинулись на север и осадили город Хатра, который в своё время не смог взять Траян. Дион Кассий сообщает о двух осадах, в 198 и 199 годах, а Геродиан — только об одной, в 198 году. В любом случае взять Хатру не удалось: гарнизон ожесточённо сопротивлялся, а римская армия теряла боеспособность из-за непривычного климата и тяжёлых условий службы. Тем не менее Север, встретившись с Вологезом, смог добиться выгодного мира. Северная половина Месопотамии стала римской провинцией под управлением префекта из всаднического сословия и с гарнизоном, включавшим I и III парфянские легионы (они были расквартированы в Сингаре и в Ресаене соответственно). Сингара, Рисаен и Нисибис получили статус колоний.

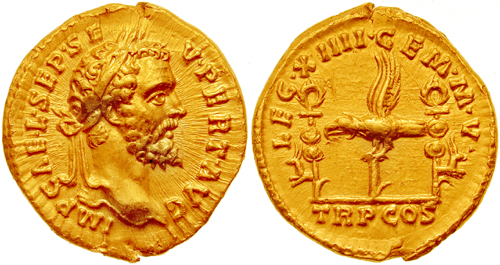
Ауреус, отчеканенный Септимием Севером в 193 году в честь XIV Парного легиона, который провозгласил его императором

Север провёл на Востоке ещё два года, изучая обстановку в Сирии, Палестине, Аравии и Египте, решая местные проблемы, издавая указы. Он вернул прежние права Антиохии, расширил аравийский лимес, построив новые укрепления в Аравийской пустыне от Басие до Думаты, присоединил южную часть провинции Финикийская Сирия к Аравии Петрейской. Крупные работы велись вдоль Новой Траяновой дороги. В Палестине император, возможно, лично вмешался в столкновения между евреями и самаритянами. Он запретил обращение в иудаизм (вероятно, для этнических неевреев) и в христианство, но в то же время предоставил местным городам ряд привилегий и уменьшил налоговое бремя. Поэтому в целом его правление считается благоприятным для Палестины временем.
Затем Север направился в Египет. Эта поездка явно имела политическую подоплёку, так как Египет поддерживал когда-то Песценния Нигера. Император вошёл в Египет по суше, вероятно, в конце 199 года, остановившись сначала в Пелузии, где он принёс жертву у могилы Гнея Помпея Великого, убитого там почти двумя с половиной столетиями ранее. Затем Север посетил Александрию. Он осмотрел забальзамированное тело Александра Великого, приказал возвести в городе бани, гимнасий и храм Кибелы. По приказу Луция был возрождён городской совет Александрии, и такие же органы власти, упразднённые в 30 году до н. э., появились в других крупных городах провинции. Тогда же египтяне получили право заседать в составе римского сената; первым египетским сенатором стал некто Элий Керан. Судя по папирусным источникам, в Александрии император получал многочисленные петиции по разным вопросам, и сохранился папирус, содержащий целый ряд ответов цезаря на такие петиции. Позже Север побывал в Мемфисе, где осмотрел пирамиды и Сфинкса, и в Фивах в Верхнем Египте, где он увидел колоссальные статуи Мемнона. Наверняка цезарь проинспектировал отдалённые южные гарнизоны. Однако дальнейшее путешествие ему пришлось остановить из-за распространения чумы.

#### В Африке

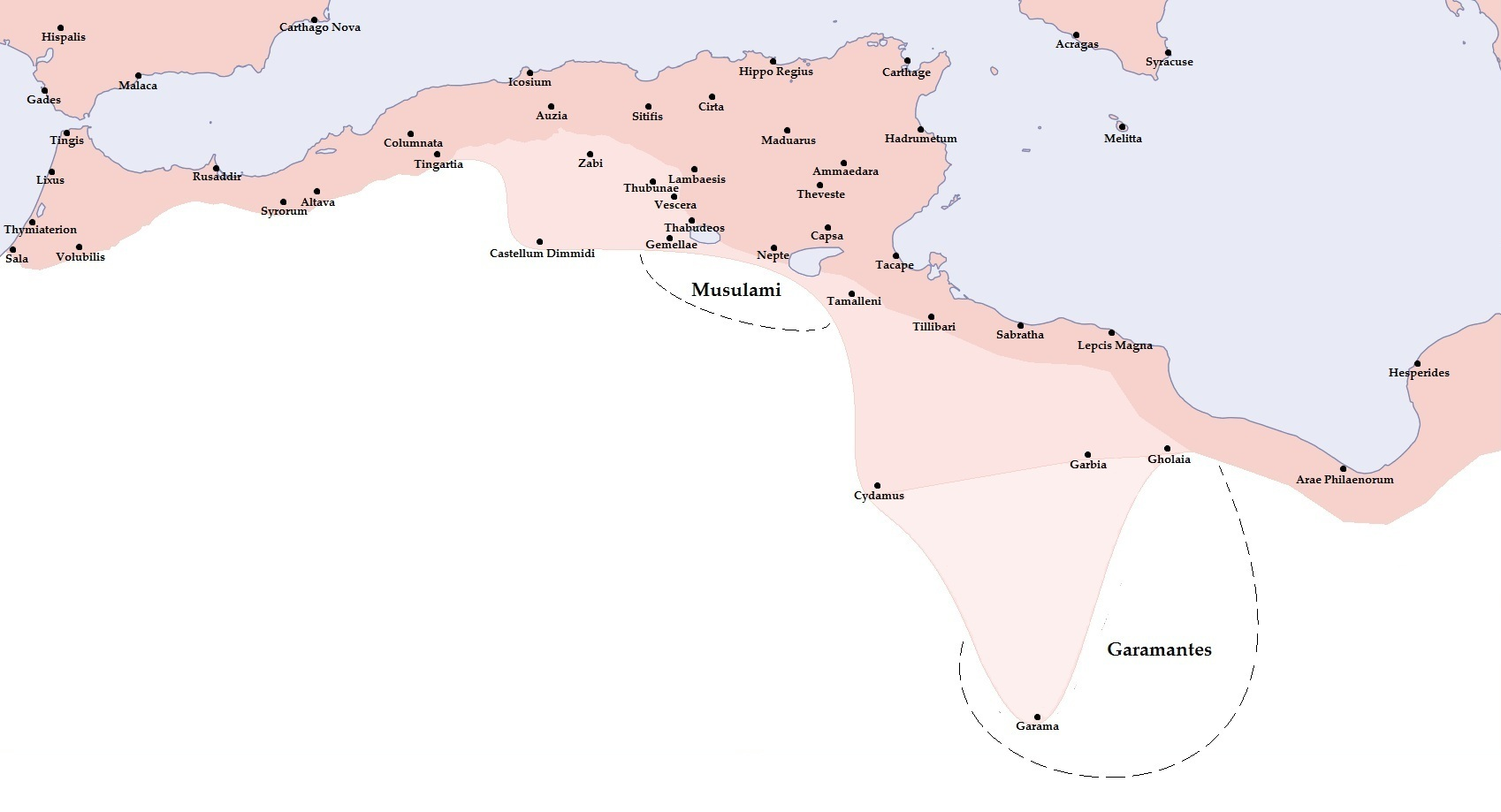
Расширение границ империи в Африке при Севере (светло-розовый)

Из Египта Север направился обратно в Сирию, а потом через Малую Азию и Фракию в дунайские провинции. Проинспектировав легионы на границе, он вернулся в столицу в апреле 202 года, причём снова отказался от триумфа под предлогом болезни. Император устроил игры и денежные раздачи для солдат и городского плебса (по данным Диона Кассия, на это было потрачено пятьдесят миллионов денариев). В том же либо в 203/204 году Луций отправился в Африку. По всей видимости, его сопровождали Юлия Домна, оба сына, префект претория Гай Фульвий Плавтиан, а также многочисленные родственники. Север посетил Лептис-Магну, потом Карфаген, которому было дано италийское право (это влекло за собой освобождение от провинциального налогообложения). Италийское право также получила Утика, города Тугга, Тигника и Тубурсикум-Буре удостоились статуса муниципия, а в Вагу была выведена колония ветеранов. Император наверняка посетил Ламбезис, где со времён Траяна дислоцировался III Августов легион, и, вероятно, осмотрел новые пограничные посты, расположенные далеко на юге. Кроме того, он изучил дела в новой провинции Нумидия (она была создана в 198 году) и, возможно, побывал в Мавретании.
В течение предшествующих пяти лет легат Квинт Аниций Фауст предпринял ряд мер, направленных на повышение безопасности Римской Африки. В пустынных районах к югу от Триполитании были расширены и укреплены многие форты, а в 198 году была основана крепость Диммиди. К югу от Тиллибари (в современном Си Айуне) и в Цидаме появились римские гарнизоны. В 201 году при участии подразделений III Августова легиона был построен форт Голайя в 250 километрах к югу от Лептиса-Магны. По всей видимости, в Мавретании Цезарейской границы также были отодвинуты на юг. В 203 году Север лично возглавил поход в глубинную часть Триполитании и, по словам Аврелия Виктора, «далеко отогнал воинственные племена» — живших в Сахаре гарамантов. В итоге граница Римской Африки была отодвинута далеко на юг и укреплена; кочевники больше не могли безнаказанно совершать набеги на территорию региона из пустыни. В 203 или 204 году император вернулся в столицу.

#### Поход в Каледонию

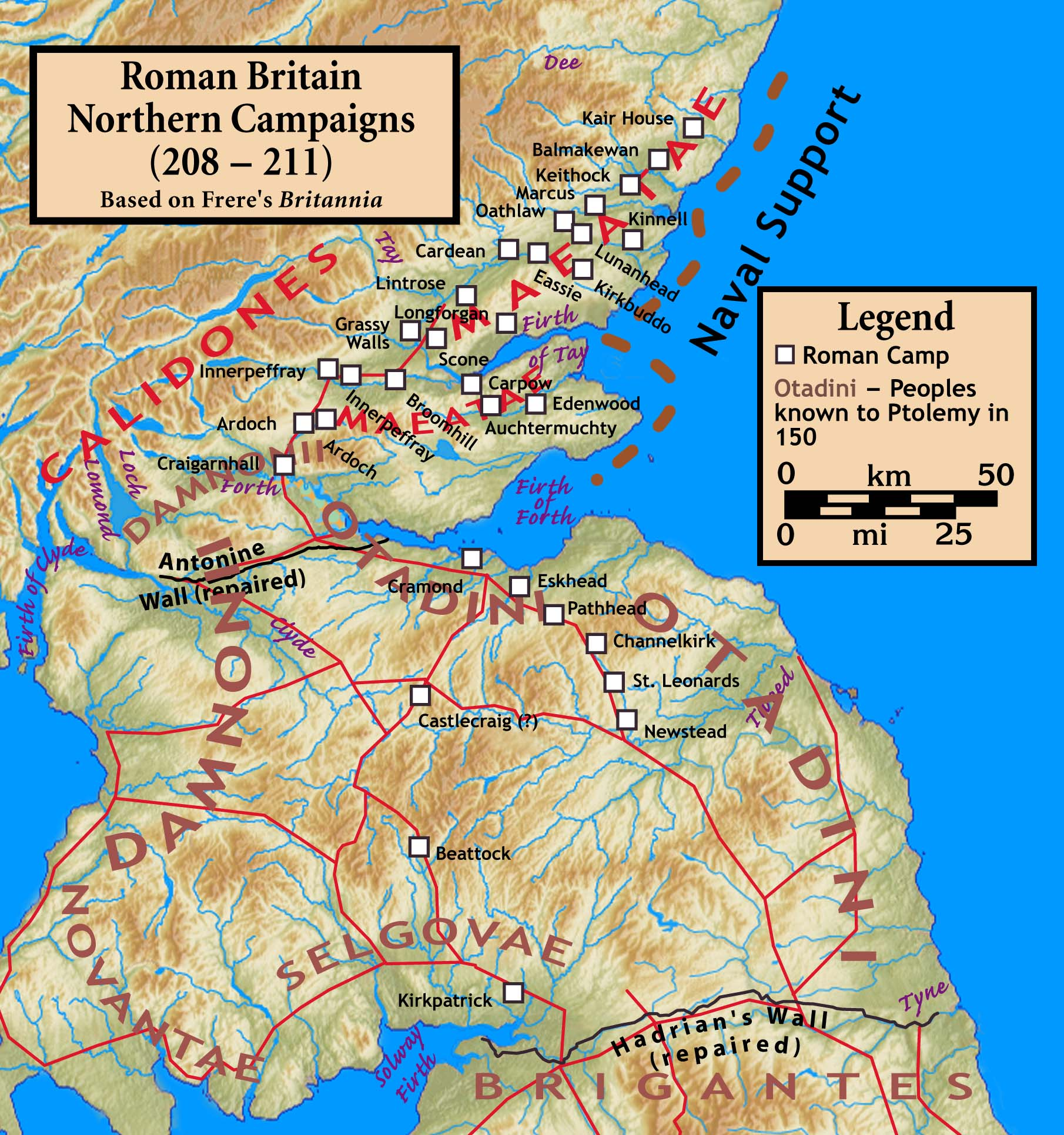
Походы Септимия Севера в Британии

Последней для Севера кампанией стал поход в Каледонию — регион, занимавший северную часть острова Британия. Римская армия ещё в 160 году оставила вал Антонина и закрепилась на более южном Адриановом валу; предположительно в конце 170-х годов происходили первые попытки вернуть оставленные территории, которые не имели успеха. Между тем местные племена постоянно совершали набеги на провинцию, так что Луций Септимий задумал новый поход. По словам Диона Кассия, планировалось завоевать весь остров, однако, возможно, речь шла только о Валенции — области между двумя валами. Подготовка к войне началась заблаговременно. Современные археологические открытия освещают масштаб и направление британской кампании Септимия Севера. Так, крепость Арбейя (Саут-Шилдс), в которой прежде размещалась вспомогательная когорта, была полностью преобразована в склад снабжения. Все строения были снесены, чтобы освободить место для ещё двадцати зернохранилищ вдобавок к двум имеющимся. Арбейя могла вместить достаточное количество зерна, чтобы снабжать более 40 тысяч солдат в течение трёх месяцев. Был обновлён ряд дорог в Галлии для марша военных частей. В снабжении римской армии помимо британского флота участвовали рейнская и дунайская флотилии. Помимо британских легионов, в кампании, вероятно, участвовали II Парфянский легион и гвардия.
Прежде чем император покинул Италию, он должен был позаботиться о том, чтобы Рим и остальная часть империи оставались лояльными в его отсутствие. В надписях того времени есть намёки на некоторые проблемы. Так, надписи из Эфеса в Азии и Сикки в Африке (первая точно не датирована, вторая относится к 208 году) упоминают победу над «коварными заговорами». Обе предполагают подавление каких-то бунтов. Возможно, и в Галлии произошло восстание. Монеты 208 года изображают императора, едущего на войну. Как сообщает Геродиан, большую часть пути Септимий проделал в носилках, страдая, по-видимому, от артрита или подагры. Его сопровождали Юлия Домна, Каракалла, Гета и префект претория Папиниан. Каледонцы отправили к Северу послов для мирных переговоров, но он приказал им вернуться обратно. Можно предположить, что изначально император обосновался в Эбораке, где находилась база VI Победоносного легиона. По некоторым датировкам, уже весной 208 года начались боевые действия к северу от вала Адриана.
Очевидно, полномасштабная кампания началась в 209 году после того, как император назначил Гету править Британией из Эборака. Сам Луций со старшим сыном двинулся на север. Он отвоевал Южную возвышенность вплоть до вала Антонина (этот вал был заново укреплён), построил лагерь площадью 165 акров в Тримонтии, вероятно, собрав там свои силы, а потом направил свою армию дальше на север, на территорию Каледонии. Повторив поход Агриколы, он перестроил множество заброшенных римских фортов вдоль восточного побережья, таких как Карпоу, и разместил там гарнизоны. В походе римлянам приходилось сталкиваться со множеством трудностей из-за лесистости территории, множества болот и рек. Каледонцы снова попросили о мире, который Север предоставил при условии, что они откажутся от контроля над Центральной низменностью. Об этом свидетельствуют обширные укрепления эпохи Севера в этом регионе. Каледонцы, испытывая недостаток в припасах и чувствуя, что их положение безнадёжно, восстали в том же году, объединившись с меатами; Север начал подготовку к ещё одной кампании, намереваясь на этот раз полностью истребить каледонцев. По словам Диона Кассия, он приказал солдатам: «Чтоб никто не избег от погибели чёрной и от нашей руки! Ни младенец, которого матерь носит в утробе своей, чтоб и он не избег погибели чёрной!». В 210 году начался второй поход, в котором император уже не принял участия из-за болезни (он остался в Эбораке с Гетой). Войском командовал Каракалла, но он, по словам Геродиана, «мало думал о войне с варварами; он старался расположить к себе войско». После смерти Септимия Севера Каракалла оставил захваченные территории и вернул границу по линии вала Адриана.

### Военные реформы

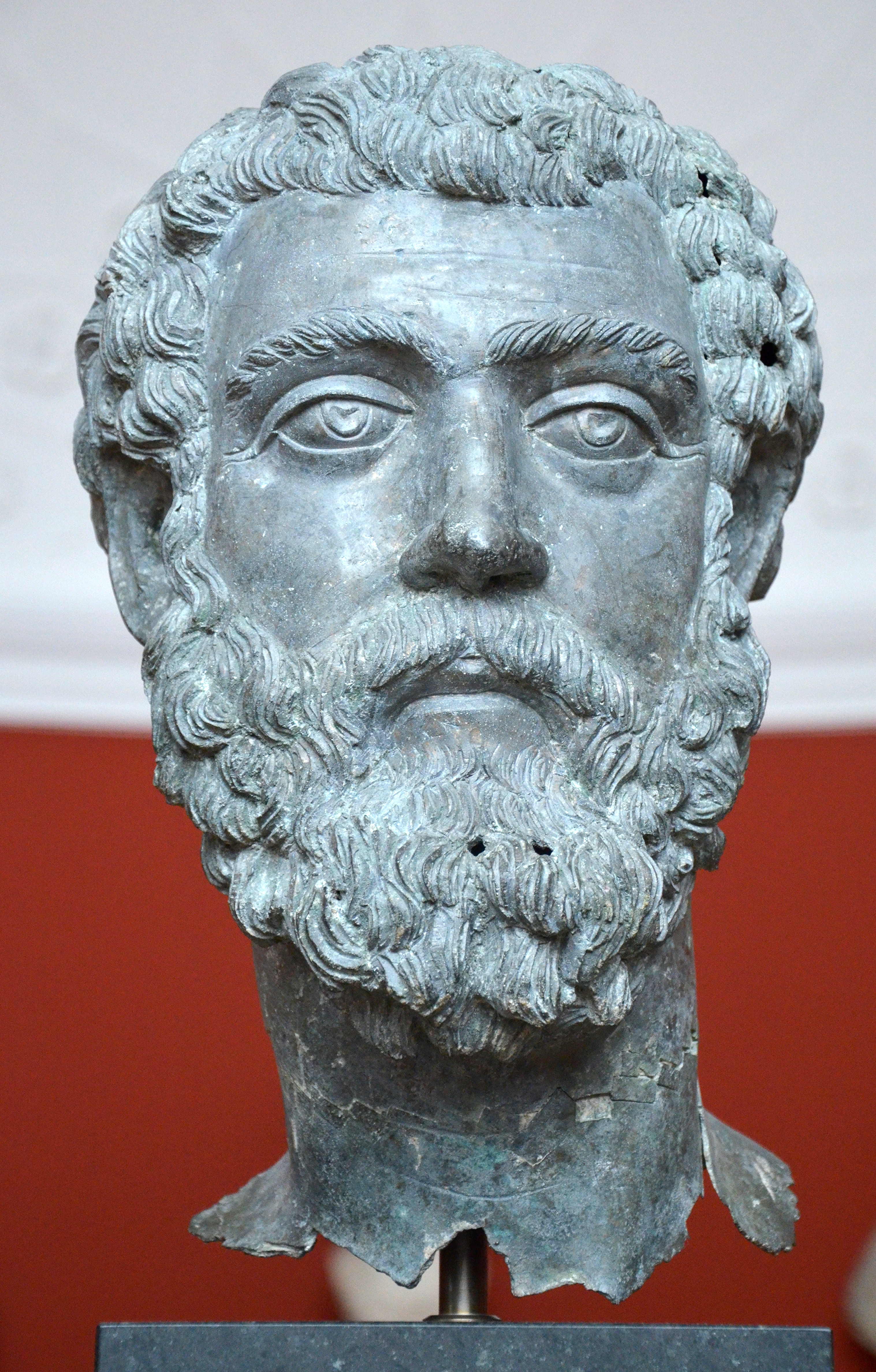
Бронзовая голова Септимия Севера, из Малой Азии, ок. 195—211, Новая глиптотека Карлсберга, Копенгаген

По прибытии в Рим в 193 году Север распустил преторианскую гвардию, которая убила Пертинакса, а затем продала императорскую власть Дидию Юлиану. Её члены были лишены своих церемониальных доспехов, и им было запрещено находиться в пределах 160 километров от города под страхом смерти. Север заменил старую гвардию десятью новыми когортами, набранными из ветеранов его дунайских легионов. Полномочия префекта претория были расширены: он стал главой всей гражданской и военной администрации.
Около 197 года император увеличил количество легионов с 30 до 33, сформировав три новых: I, II и III Парфянские. Он расквартировал II Парфянский легион в Альбане, всего в 20 километрах от Рима, и отдал его под контроль префекта, подчинённого лично цезарю. I и III Парфянский легионы были размещены, в свою очередь, в воссозданной провинции Месопотамия под управлением префекта из всаднического сословия. Таким образом, император создал противовес для военачальников сенаторского происхождения, контролировать которых на востоке было сложнее, чем на западе. В правление Септимия Севера существенно увеличилась численность иррегулярных войск (лат. numeri), в основном за счёт конных лучников, набранных в Осроене и Пальмире. Он раздал донатив своим солдатам в размере тысячи сестерциев (250 денариев) каждому, поднял годовое жалованье легионеров с 300 денариев до 400 или даже до 500, наладил систему снабжения солдат провиантом. Простым воинам Север разрешил носить золотые кольца, центурионов и принципалов он в массовом порядке делал всадниками. Солдатский быт стал при Луции заметно более комфортабельным: во многих случаях легионы даже размещались в городах. К тому же военным было даровано право вступать в брак во время службы. Они могли жить с жёнами в канабах (посёлках рядом с военными лагерями) и возделывать землю, принадлежавшую легионам, вставая в строй, когда это было необходимо.
Такая реформа помогла решить ряд проблем военной сферы: улучшилось снабжение армий, стали более прочными связи конкретных подразделений с провинциями, в которых они были расквартированы, а как следствие выросла боеспособность легионов (это подтверждают военные победы эпохи Северов). Однако со временем новые порядки привели к превращению армии в военизированное крестьянство, которое уже не могло эффективно воевать.
Север стал первым римским императором, разместившим часть регулярной армии в Италии. Он понял, что Риму нужен военный центральный резерв с возможностью отправки в любое место. К тому же это означало не только увеличение военной мощи, доступной императору в любой момент, но и ослабление его зависимости от гвардии. Показателем того, как высоко ценил император армию, является то, что в его правление были отчеканены многочисленные монеты в честь каждого легиона. В свою очередь, ряд надписей показывает, что цезарь пользовался популярностью среди солдат. Фактически Септимий создал новую военную аристократию, которая постоянно пополнялась из низов и с того времени обеспечивала государство элитой исполнительной власти.

### Отношения с сенатом и народом

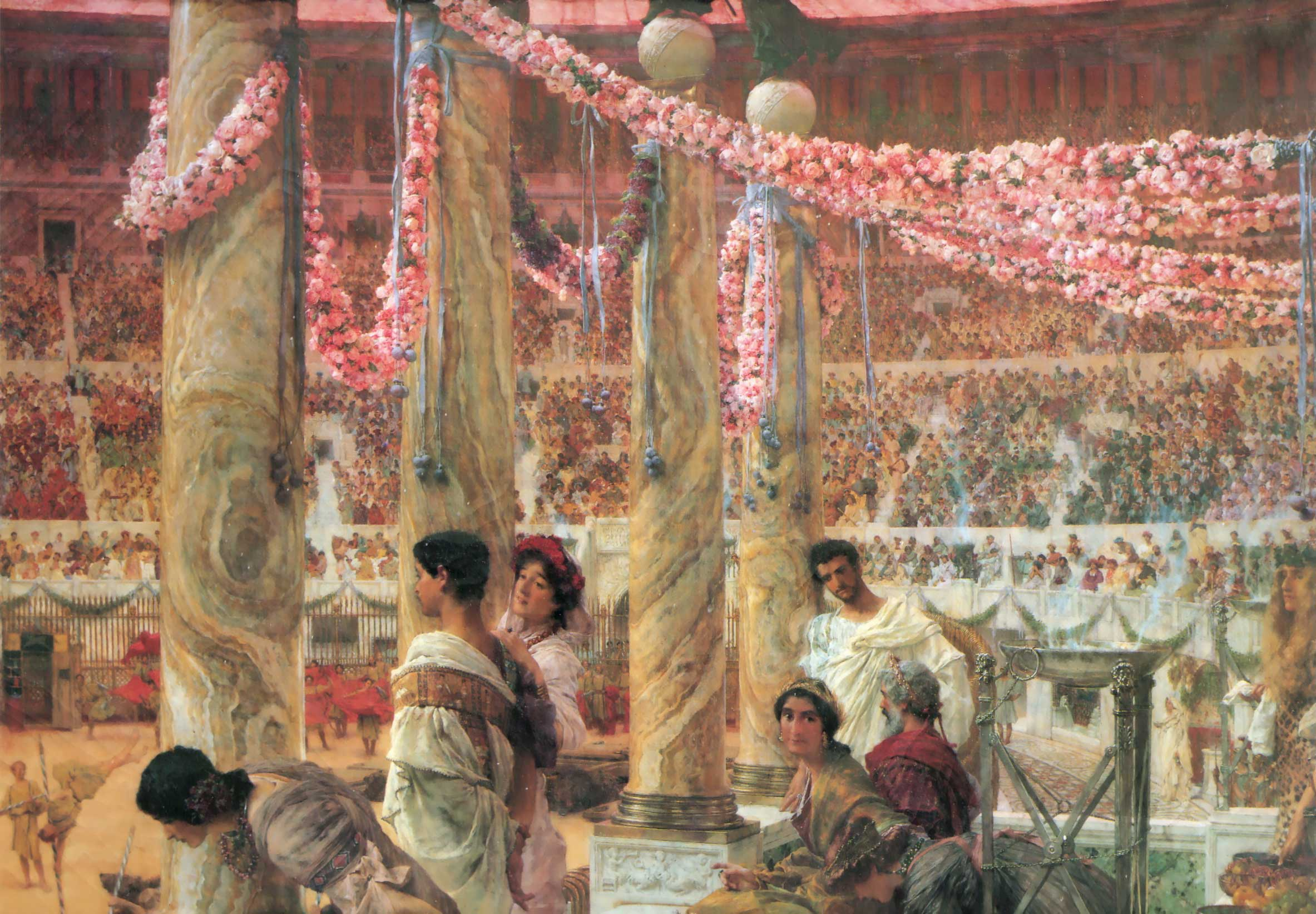
Каракалла и Гета. Картина Лоуренса Альма-Тадемы, 1907

Отношения Севера с сенатом никогда не были хорошими. С самого начала, захватив власть военной силой, Луций Септимий столкнулся с неприязнью сенаторов и сам относился к ним с недоверием. Император казнил многих сенаторов по обвинению в коррупции или заговоре против него, заменяя их своими креатурами. Так, после победы над Клодием Альбином были казнены 29 сенаторов, в число которых вошёл и Тит Флавий Клавдий Сульпициан, тесть Пертинакса. По иронии судьбы, одним из казнённых был Юлий Солон, по инициативе которого сенат принял решение о том, что император не должен предавать сенаторов смерти без суда и следствия. Анализ списка казнённых сенаторов показывает, что многие из них были тесно связаны по рождению или праву собственности с Африкой, Галлией и Испанией. Естественным результатом этих чисток был приток денег в казну. Места погибших занимали выдвиженцы Севера, многие из которых были выходцами из Африки. Также были пересмотрены списки всадников, многие из которых были исключены из своего сословия.
Политическая роль сената при Севере, опиравшемся на армию, существенно уменьшилась. Сенаторы играли только декоративную роль, заслушивая и утверждая принимаемые императором решения. Они не участвовали даже в избрании магистратов, которых теперь единолично назначал принцепс; при этом полномочия магистратов заметно сузились. Управление империей перешло к бюрократическому аппарату. В частности, префект претория стал фактически заместителем императора в вопросах судопроизводства, из-за чего на эту должность начали назначать видных правоведов.
Север стал первым императором, который обладал полномочиями проконсула не только в провинциях, но и на территории Италии. Это означало уменьшение политической роли Италии в рамках империи. С другой стороны, многие провинциальные общины получали статус римских колоний, а местная знать расширяла своё представительство в сенате, так что происходило взаимное сближение италийцев и провинциалов. Этот процесс получил логичное завершение вскоре после смерти Севера, когда все свободные жители империи получили статус римских граждан.
Хотя политика Севера фактически привела к установлению военной диктатуры, он был популярен среди простого народа — в том числе и потому, что победил коррупцию, расцветшую при Коммоде. Вернувшись после победы над парфянами, он установил триумфальную арку в Риме. Согласно Диону Кассию, после 197 года Север попал под влияние своего префекта претория Гая Фульвия Плавтиана, который обрёл почти полный контроль над имперской администрацией. Плавтиан происходил из родного города императора, и, возможно, был его родственником. Плавтиан сопровождал Севера на протяжении восточных походов и во время поездки в Египет, и к 201 году стал ближайшим доверенным лицом и советником императора. Он остался единоличным префектом претория после того, как устроил убийство своего последнего коллеги на этом посту. Дочь Плавтиана Фульвия Плавцилла вышла замуж за сына Севера Каракаллу. Однако недовольство императора префектом стало проявляться во время поездки в Африку, когда Север приказал расплавить многочисленные статуи Плавтиана. Чрезмерная власть последнего закончилась в 204 году, когда он был осуждён умирающим братом императора. В январе 205 года Каракалла обвинил Плавтиана в заговоре с целью убить его и Севера. Могущественного префекта казнили, когда он пытался оправдаться перед императорами. Одним из двух следующих префектов стал знаменитый юрист Эмилий Папиниан.

### Религиозная политика

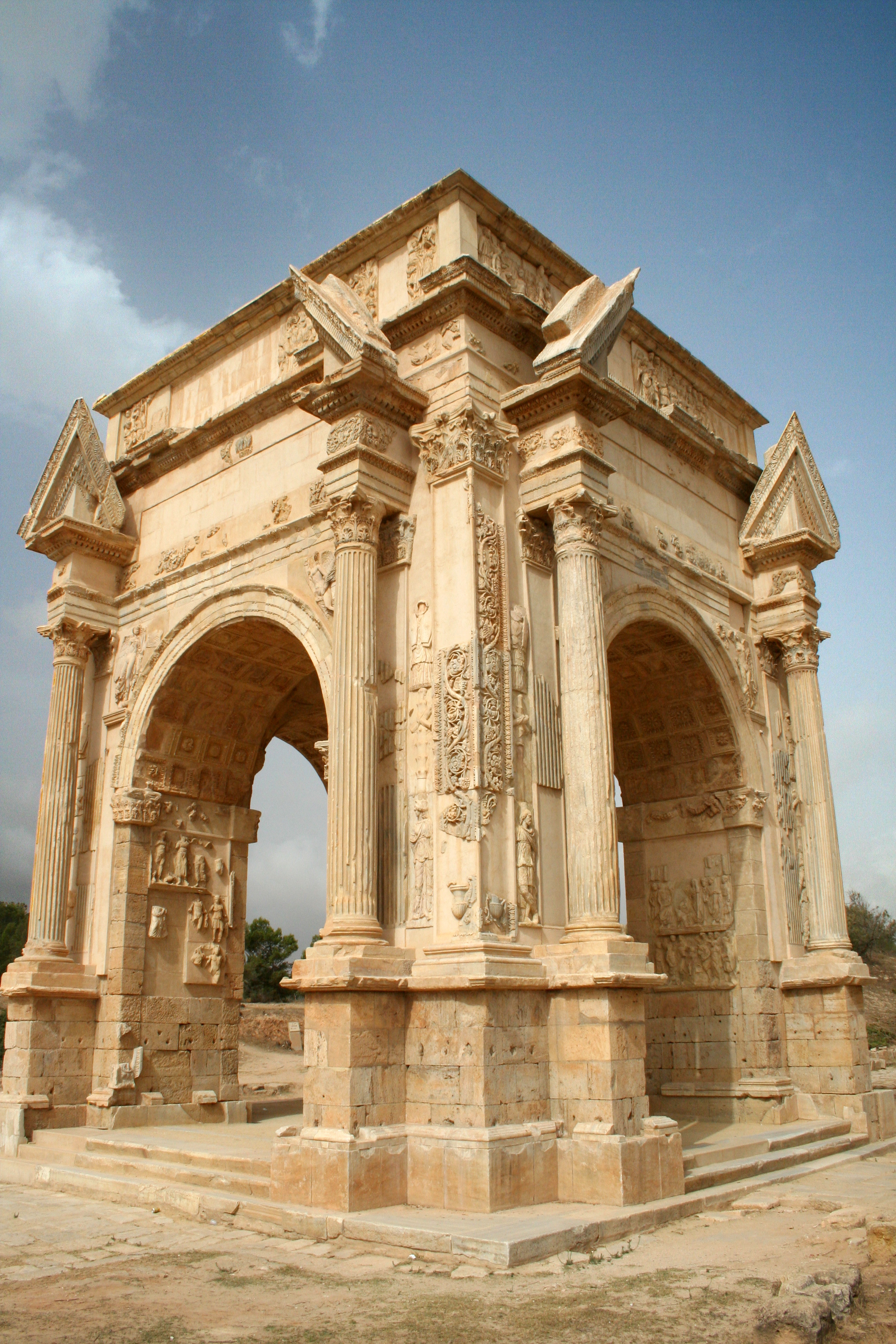
Тетрапилон Септимия Севера в Лептис-Магне

Начиная с правления Септимия Севера император становится живым олицетворением бога на земле. Почитание божественного императора и членов его династии начинает вытеснять религию времён принципата. Особенно введение восточных традиций проявляется в введении Севером почитания гения императрицы и матери лагеря. Тем не менее император не полностью порвал с классическим политеизмом. В его правление были построены большие храмы в честь Диониса и Геркулеса, а также отреставрирован Пантеон. Широко распространилось поклонение восточным божествам, таким как Юпитер Долихен, Митра и карфагенская богиня Танита. На востоке же приобрёл популярность культ Геракла, что объясняется влиянием западных провинций.
В начале правления Севера политика Траяна по отношению к христианам была ещё в силе, то есть христиане подлежали наказанию только если они отказывались поклоняться императору и богам, но их не нужно было искать. Таким образом, преследование было непоследовательным, местным и спорадическим. Столкнувшись с внутренним инакомыслием и внешними угрозами, Север почувствовал необходимость содействовать религиозной гармонии путём пропаганды синкретизма. Он, возможно, издал указ, направленный против обращений в иудаизм и христианство.
Ряд гонений на христиан, произошедших в Римской империи в эпоху его правления, традиционно приписывается Северу ранней христианской общиной. Это предположение основано на указе, упомянутом в «Истории Августов», ненадёжной смеси фактов и вымысла. Ранний церковный историк Евсевий Кесарийский назвал Севера гонителем. Согласно христианскому апологету Тертуллиану, Север хорошо относился к христианам, использовал христианина в качестве своего врача и лично вмешался, чтобы спасти нескольких известных ему знатных христиан. Сообщение Евсевия, вероятно, обусловлено лишь тем фактом, что во время правления Севера происходили многочисленные гонения. В числе пострадавших от них оказались мученики Мадавры, Харалампий и Фелицитата и Перпетуя в Африке. Вероятно, это было результатом местных преследований, а не действий или указов Севера. Известно, например, что наместник Каппадокии Клавдий Иеронимиан преследовал христиан только из-за того, что они обратили в свою веру его жену.
Среди учёных существуют различные мнения касательно политики Севера в отношении христиан. Так, М. Конрат считает, что император не принимал новое антихристианское законодательство, а только подтвердил эдикты своих предшественников, запрещавшие прозелитизм, что и привело к преследованиям. К. Шварте полагает, что рассказ «Истории Августов» придуман, чтобы противопоставить жестокость Септимия и благочестивость одного из его преемников — Александра Севера. Мнение У. Х. К. Френда заключается в том, что гонения Севера были «первой скоординированной общеимперской кампанией против христиан». П. Керестец считает, что гонения были спровоцированы христианами-монтанистами. По версии П. Б. Дорбаса, все эпизоды преследования христиан при Севере были инициативой местных чиновников, действия которых в трудах христианских писателей были раздуты до масштабов общегосударственной политики.
Позиция императора в отношении иудаизма была дружественной. Это также подтверждается тем фактом, что в его правление появилось много синагог в Галилее, которые, вероятно, строились за государственный счёт. Если Север и издавал указ против обращения в иудаизм, то развиваться этой религии в масштабах еврейского народа он не мешал. Имеются также сообщения о хороших взаимоотношениях между еврейскими раввинами и римскими чиновниками в Галилее.

### Строительная деятельность
Правление Септимия Севера было отмечено оживлённой строительной деятельностью. Прежде всего, стоит отметить масштабные мероприятия в Риме. Так, была проведена реконструкция разрушенных государственных зданий, причём император редко ставил на них своё имя, а в основном сохранял имена их основателей. В эпоху Севера был восстановлен портик Октавии, большая часть дворца Августов, дворца Тиберия и ипподром. На Бычьем форуме он построил огромный храм в честь Геркулеса и Диониса. Во время правления Севера были возведены и Септимиевы ворота. Одной из самых ярких построек стал Септизоний — дворец на южной стороне Палатинского холма. Кроме того, по его приказу были возведены термы, водопроводы, а для городских когорт были построены новые казармы на Свином форуме.
В городах империи Север также развил активную строительную деятельность, например, в Византии. В родной Лептис-Магне император приказал построить форум, базилику и большой новый храм. Улица, ведущая к гавани, была украшена колоннадой, а кроме того, в честь посещения города возведена триумфальная арка с четырьмя проездами. Имеются свидетельства, что по всей империи велись работы по строительству и восстановлению дорог.

### Смерть и наследование власти
Зимой 210/211 года состояние Септимия Севера ухудшилось и 4 февраля 211 года он скончался на шестьдесят шестом году жизни после почти восемнадцатилетнего правления. Геродиан открыто заявляет, что Каракалла «уговаривал врачей и прислужников как-нибудь повредить старику во время лечения, чтобы скорее от него избавиться». Перед смертью император дал следующий совет своим сыновьям: «Живите дружно, обогащайте воинов, а на всех остальных не обращайте внимания». Его тело было кремировано в Эбораке, а прах доставлен в Рим, вероятно, в мае 211 года, где и был захоронен в мавзолее Адриана. После смерти Септимий Север был обожествлён сенатом по инициативе его сыновей.

## Внешность и личные качества

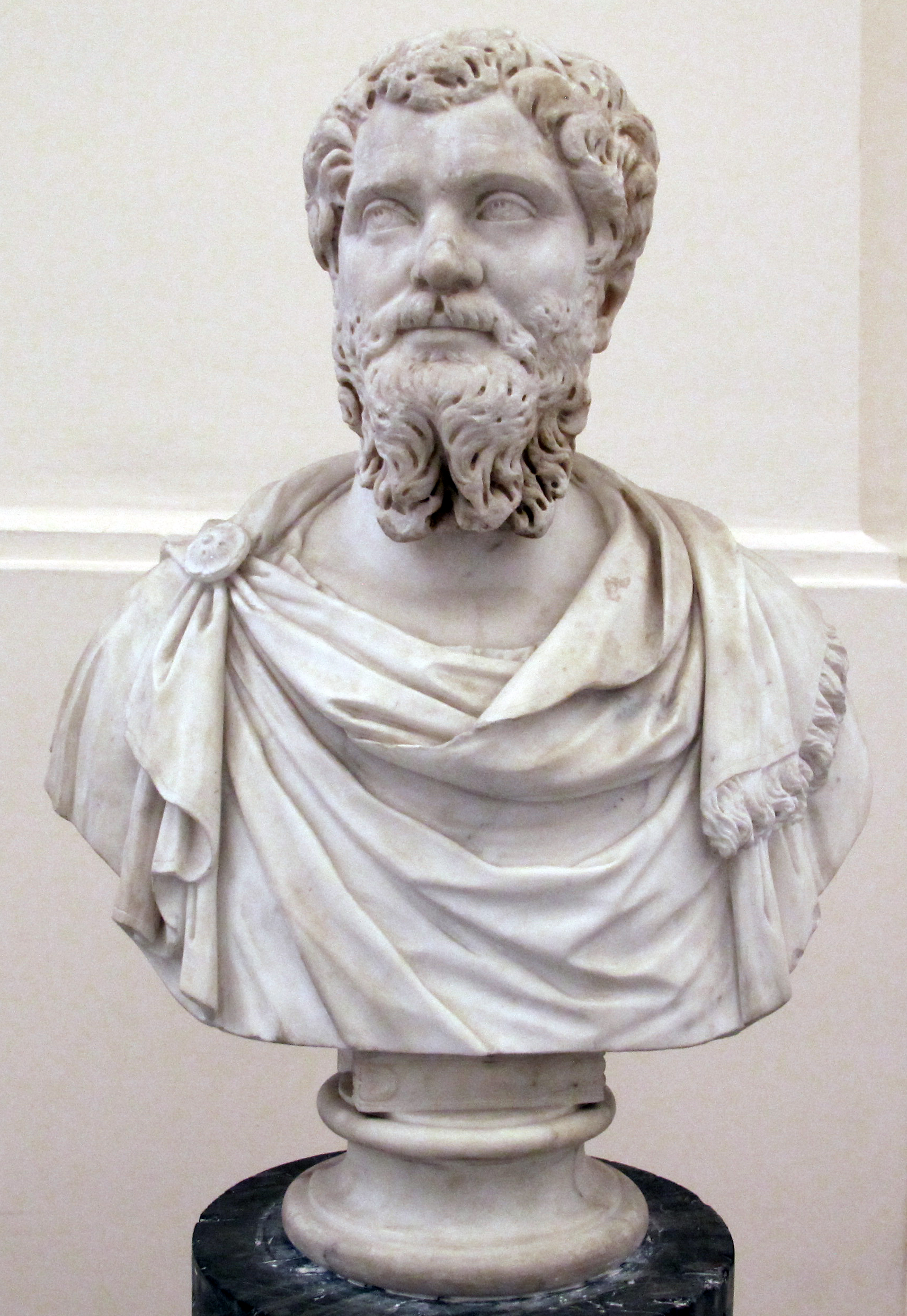
Бюст Септимия Севера

Автор биографии Севера в «Истории Августов» Элий Спартиан так описывал внешность и привычки императора:

«Он носил очень скромную одежду; даже туника его была слегка окрашена пурпуром, а плечи он покрывал грубошерстной хламидой. Он был очень умерен в еде, жаден до овощей своей родины, иногда проявлял страсть к вину, часто воздерживался от мяса. Он был красив, огромного роста, носил длинную бороду, на голове имел седые курчавые волосы, лицо его внушало уважение, голос он имел звучный, но до самой старости говорил с каким-то африканским акцентом»
Дион Кассий, напротив, утверждает, что Север был невысокого роста, а также отмечает его проницательный ум. Византийский историк VI века Иоанн Малала рассказывает, что Септимий был темнокожим. В настоящее время проверить это утверждение затруднительно, хотя сохранился один цветной портрет Севера. Малала также утверждает, что у него был длинный нос, но это, по-видимому, неверно: на портретах видно, что он был коротким, слегка вздёрнутым. Его волосы, кажется, были вьющимися от природы. Позже Септимий отрастит бороду, как все ещё было в моде в то время, но не такую длинную, как носили некоторые. Север был очень энергичным человеком. Портреты дают представление об этой энергии: глаза выглядят острыми и проницательными, но иногда они кажутся задумчивыми. Выражение лица на изображениях, как правило, мягкое и дружелюбное.
Дион Кассий отмечает скромность жилища императора. Евтропий отмечает, что Септимий Север хорошо разбирался в философии и литературе. Очевидно, что император ценил и искусство, что проявлялось в мероприятиях по реконструкции старинных зданий. Ему были свойственны суеверия: Север придавал большое значение сновидениям, перед принятием важных решений он обращался к астрологам и предсказателям. Античные историки также рассказывают о его скупости и жестокости.

## Семья

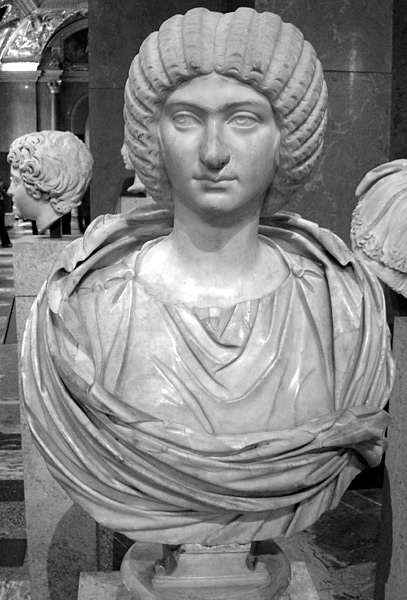
Юлия Домна

Во время трибуната (в 176 году) Септимий Север, которому тогда было около тридцати лет, женился на Пакции Марциане, происходившей из Лептис-Магны. Вероятно, он встретил будущую жену во время службы на посту легата у своего дяди. Имя Марцианы, полностью зафиксированное только в одной надписи, предполагает пуническое или ливийское происхождение, но больше об этой женщине ничего не известно. Север не упомянул её в своей автобиографии, хотя он установил её статуи после прихода к власти. Ненадёжная «История Августов» утверждает, что у Марцианы и Севера было две дочери, в 193 году выданные замуж за неких Проба и Аэция, но нет никаких других свидетельств их существования. Похоже, что в этом браке не родилось выживших детей, хотя он длился более десяти лет.
Марциана умерла около 186 года. Бездетный и готовящийся вступить в повторный брак Септимий Север, которому к тому времени было уже около сорока, начал исследовать гороскопы потенциальных невест. По рассказу «Истории Августов», он услышал о сирийской женщине, которой было предсказано, что она выйдет замуж за царя, и поэтому Север пожелал жениться на ней. Этой женщиной была сирийка из Эмесы по имени Юлия Домна. Её отец, Юлий Бассиан, происходил из царской династии Сампсикерамидов и был первосвященником местного культа бога солнца Гелиогабала. Старшая сестра Домны Юлия Меса стала бабкой будущих императоров Гелиогабала и Александра Севера.
Бассиан принял предложение Севера о браке в начале 187 года, а летом пара поженилась в Лугдуне (современный Лион, Франция), наместником которого в то время был Север. Юлия Домна родила мужу двух сыновей — Луция Септимия Бассиана (позже прозванного Каракалла, родился 4 апреля 188 года в Лугдуне) и Публия Септимия Гету (родился 7 марта 189 года в Риме). После прихода Севера к власти она получила титул августы, а позже, один за другим, титулы «Мать цезаря», «Мать августа и цезаря», «Мать августов» и «Мать лагерей, сената и отчизны».

## Итоги правления
Правление Септимия Севера стало самым продолжительным с момента смерти Марка Аврелия в 180 году вплоть до восхождения на трон Диоклетиана в 284 году. Оно занимает важное место в развитии Римской империи. Положительным достижением Севера было то, что он восстановил порядок, постарался сохранить традиционную структуру римского государства, обеспечил упорядоченную преемственность власти. Он поддерживал дисциплину в армии и серией военных кампаний укрепил границы, заодно дав солдатам выгодное для них и полезное для государства занятие. Император стремился добросовестно править и защищать привилегии людей, на которых он опирался, чтобы получить поддержку в управлении государством как от римских аристократов, так и от провинциальных элит.

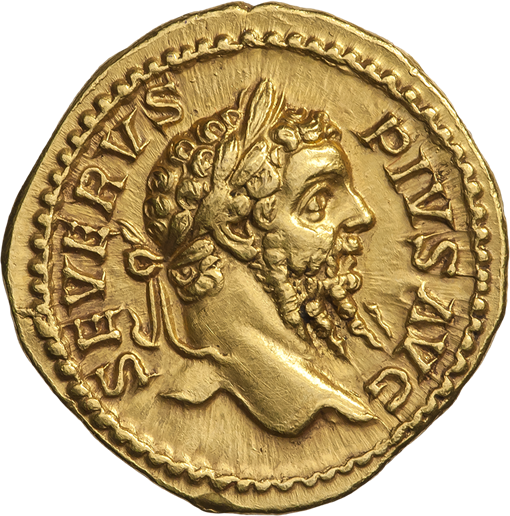
Ауреус с портретом Септимия Севера

Септимий Север не был новатором или реформатором, он не пытался целенаправленно поменять традиционные основы принципата, изменить баланс между Италией и провинциями или принизить роль сената и сенаторов. Тем не менее империя, которой он управлял, сильно отличалась от империи Октавиана Августа или даже Антонинов. Решающим моментом стал способ его прихода к власти — через вооружённое восстание. Впервые за 124 года полководец захватил Рим со своей армией и начал продолжительную гражданскую войну. Это был серьёзный разрыв с традицией упорядоченной и мирной преемственности; Северу пришлось столкнуться с неизбежными последствиями этого и приложить усилия, чтобы никто не последовал его примеру.
Теперь связь императора и армии была более тесной и очевидной, доверие к сенатскому классу стало ещё более подорвано, а его готовность служить императору уменьшилась. Правителю стало легче игнорировать сенат в своих решениях и больше опираться на всадников. Долгосрочный процесс уравнивания провинций также продолжал развиваться. Ничто из этого не было следствием целенаправленной политики императора: скорее это была неизбежная реакция военного узурпатора, пытающегося обеспечить прочность своего господства. Существует мнение, что Север был лучшим из тех, на кого Рим мог рассчитывать, хотя имели место казни сенаторов, чрезмерное возвышение Плавтиана, за которым последовало его жестокое убийство, и раздоры между наследниками — Каракаллой и Гетой. Всё это были тревожные признаки за фасадом цивилизованного порядка. Никто не мог скрыть увеличивающееся политическое влияние армии и его последствия для будущего, и последний совет Севера своим сыновьям («Обогащайте воинов, а на всех остальных не обращайте внимания») это и демонстрирует.
Предпринятое Севером расширение триполитанского лимеса обезопасило Африку, сельскохозяйственную базу империи. Его победа над Парфянской империей была на какое-то время решающей, обеспечив за империей Нисибис и Сингару и установив статус-кво в регионе до 251 года. Политика Севера в отношении армии подверглась критике со стороны современников, Диона Кассия и Геродиана: в частности, они указывали на растущее бремя в виде налогов и услуг, которое должно было нести гражданское население для поддержания новой и более высокооплачиваемой армии. Продолжающееся увеличение военных расходов создало проблемы для всех преемников Луция Септимия. Тем не менее в целом как Геродиан, так и Дион Кассий положительно оценивали этого императора.
Чтобы поддержать увеличение вооружённых сил, Север обесценил римскую валюту. После своего воцарения он снизил чистоту серебра в денарии с 81,5 % до 78,5 %, хотя вес серебра фактически увеличился с 2,40 до 2,46 грамма. Тем не менее в следующем году он снова уменьшил качество денария из-за роста военных расходов. Чистота серебра снизилась с 78,5 % до 64,5 %, а вес — с 2,46 до 1,98 грамма. В 196 году он снизил чистоту и вес серебра денария до 54 % и 1,82 грамма соответственно. Девальвация валюты Севера была самой крупной со времени правления Нерона и поставила под угрозу долгосрочную прочность экономики.
Преемники Севера столкнулись с нарастающей нестабильностью, в конце концов вылившейся в полномасштабный кризис Римской империи III века.

### Исследования
1. Грант М. Римские императоры. Биографический справочник правителей Римской империи. — М.: Терра-Книжный Клуб, 1998. — 400 с. — ISBN 5-300-02314-0.
2. Дибвойз Н. Политическая история Парфии. — СПб.: Филологический факультет СПбГУ, 2008. — 816 с. — ISBN 978-5-8465-0638-1.
3. Каргальцев А. Религиозная политика Септимия Севера в свете антихристианских гонений // Религия. Церковь. Общество. — 2018. — № VII. — С. 154—171.
4. Князький И. Септимий Север. Африканец на Палатине. — СПб.: Алетейя, 2024. — 242 с.
5. Ковалёв С. История Рима. — М.: Полигон, 2002. — 944 с. — ISBN 5-89173-171-1.
6. Кравчук А. Галерея римских императоров. Принципат. — Екатеринбург: У-Фактория, 2010. — 508 с. — ISBN 978-5-9757-0496-2.
7. Кравчук А. Галерея римских императриц. — Екатеринбург: У-Фактория, 2010. — 318 с. — ISBN 978-5-9757-0528-0.
8. Федченков Д. От Антонинов к Северам. Система принципата на рубеже II—III вв. н. э. — Новгород: Новгородский государственный университет, 2006. — 197 с.
9. Birley A. Septimius Severus: The African Emperor (англ.). — London: Routledge, 1999. — ISBN 978-0415165914.
10. Bowman, Alan K. The Cambridge Ancient History: The Crisis of Empire, A.D. 193—337 (англ.). — Cambridge: Cambridge University Press, 2005.
11. Campbell B. The Roman Army, 31 BC — AD 337: A Sourcebook (англ.). — London: Routledge, 1994. — ISBN 9780415071727.
12. Cooley, A. Septimius Severus: The Augustan Emperor // Severan Culture (англ.) / Swain, Simon; Harrison, Stephen; Elsner, Jas. — Cambridge: Cambridge University Press, 2007. — ISBN 9780521859820.
13. Daguet-Gagey A. Septime Sévère: Rome, l'Afrique et l'Orient (фр.). — Paris: Payot, 2000. — (Biographie Payot). — ISBN 9782228893367.
14. Elliott S. Septimius Severus in Scotland: The Northern Campaigns of the First Hammer of the Scots (англ.). — London: Greenhill Books, 2018. — ISBN 978-1784382049.
15. Fishwick D. The Imperial Cult in the Latin West: Studies in the Ruler Cult of the Western Provinces of the Roman Empire (англ.). — Leiden: BRILL, 2005.
16. Fluß M. Severus 13 :  [нем.] // Paulys Realencyclopädie der classischen Altertumswissenschaft. — 1923. — Bd. II A, 2. — Kol. 1940—2002.
17. González J. L. The Story of Christianity: The Early Church to the Dawn of the Reformation (англ.). — New York: HarperCollins, 2010. — Vol. 1. — ISBN 9780061855887.
18. Grant M. History of Rome (англ.). — New York: Charles Scribner’s Sons, 1978.
19. Grant M. The Severans: The Changed Roman Empire (англ.). — London: Routledge, 1996. — ISBN 978-0415127721.
20. Hasebroek J. Untersuchungen zur Geschichte des Kaisers Septimius Severus (нем.). — Heidelberg: C Winter, 1921.
21. Hovannisian R. G. The Armenian People From Ancient to Modern Times (англ.). — New York: Palgrave Macmillan, 2004. — Vol. 1: The Dynastic Periods: From Antiquity to the Fourteenth Century. — ISBN 9781403964212.
22. Lichtenberger A. Severus Pius Augustus: Studien zur sakralen Repräsentation und Rezeption der Herrschaft des Septimius Severus und seiner Familie (193–211 n. chr.) (нем.). — Leiden; Boston: BRILL, 2011. — Bd. 14. — (Impact of Empire). — ISBN 9789004201927.
23. Mattingly H, Sydenham E. From Pertinax to Geta // The Roman Imperial Coinage (англ.). — London: Spink & Son, 1936. — Vol. IV.
24. Settipani C. Continuité Gentilice et Continuité Familiale dans les Familles Sénatoriales Romaines à l'Époque Impériale: Mythe et Réalité (фр.). — Oxford: Unit for Prosographical Research, Linacre College, University of Oxford, 2000. — ISBN 9781900934022.
25. Tabbernee W. Fake Prophecy and Polluted Sacraments: Ecclesiastical and Imperial Reactions to Montanism (Supplements to Vigiliae Christianae) (англ.). — Leiden: BRILL, 2007. — ISBN 978-9004158191.
26. Zimmermann A. Kaiser und Ereignis. Studien zum Geschichtswerk Herodians (нем.). — München: C. H. Beck, 1999. — 346 S. — ISBN 3-406-45162-4.